# Ikigai
Ikigai (生き甲斐, n.đ. 'lẽ sống') là một khái niệm trong văn hóa Nhật Bản, đề cập đến thứ hoặc điều gì đó mang lại cho mỗi người ý thức về mục đích, lý do tồn tại trong cuộc sống.

## Ý nghĩa và từ nguyên
Từ điển Oxford English Dictionary định nghĩa ikigai là "động lực; cái gì đó, hoặc ai đó mang lại cho một cá nhân ý thức về mục đích hoặc lý do sống". Nói cách khác, nó đề cập đến điều gì đó mang lại niềm vui hoặc sự thỏa mãn.
Thuật ngữ này là sự kết hợp của hai từ tiếng Nhật: iki (生き, nghĩa là 'sống; tồn tại') và kai (甲斐, nghĩa là 'kết quả; thành quả; giá trị; ý nghĩa') (biến âm thành gai). Ý nghĩa nó truyền tải là 'lý do để sống; ý nghĩa trong cuộc sống; [điều gì đó] làm cho cuộc sống trở nên đáng sống'.

## Tổng quan
Ikigai có thể dùng để mô tả việc có ý thức về mục đích cũng như khả năng duy trì động lực trong cuộc sống. Theo một nghiên cứu của Michiko Kumano, cảm nhận về ikigai tại Nhật thường được mô tả như cảm giác hoàn thành và thỏa mãn khi một cá nhân theo đuổi niềm đam mê của mình. Các hoạt động mang lại ikigai không thể mang tính ép buộc; chúng được thực hiện một cách tự nguyện, do đó mang tính cá nhân và phụ thuộc vào nội tâm của từng người.
Theo nhà tâm lý học Katsuya Inoue, ikigai là một khái niệm bao gồm hai khía cạnh: "nguồn/ đối tượng mang lại giá trị hoặc ý nghĩa cho cuộc sống" và "cảm giác rằng cuộc sống của chính mình có giá trị, nhờ vào sự tồn tại của nguồn/ đối tượng đó". Inoue phân loại ikigai thành ba loại – ikigai xã hội, ikigai phi xã hội và ikigai phản xã hội. Ikigai xã hội đề cập đến ikigai được xã hội chấp nhận thông qua các hoạt động tình nguyện và cộng đồng. Ikigai phi xã hội là một ikigai không liên quan trực tiếp đến xã hội (ví dụ: niềm tin, kỷ luật tự giác). Ikigai phản xã hội đề cập đến động lực cơ bản để vượt qua những cảm xúc tiêu cực (ví dụ: mong muốn ghét bỏ/ trả thù ai đó).
Phóng viên National Geographic Dan Buettner cho rằng ikigai có thể là một trong những lý do chính ảnh hưởng đến tuổi thọ trung bình của người dân Okinawa. Theo Buettner, người dân Okinawa thường không có mong muốn nghỉ hưu - chừng nào còn khỏe mạnh, mọi người sẽ vẫn tiếp tục làm công việc mình yêu thích. Bên cạnh đó, xu hướng kết nối qua việc tham gia các cộng đồng thân thiết (moai) cũng được xem là nguyên nhân quan trọng giúp người dân Okinawa sống lâu.

## Phổ biến
Tuy đã tồn tại từ lâu trong văn hóa Nhật Bản, khái niệm ikigai chỉ lần đầu tiên được phổ biến vào năm 1966 qua tác phẩm "Về ý nghĩa cuộc sống" ("On the Meaning of Life" (生きがいについて ikigai ni tsuite)) của bác sĩ tâm thần và học giả người Nhật Mieko Kamiya. Tác phẩm của bà vẫn chưa được dịch sang tiếng Anh.

## Tầm quan trọng
Trong thập niên 1960, 1970 và 1980, ikigai được cho là có tác dụng giúp hướng tới sự cải thiện xã hội ("đặt mong muốn của người khác lên trên chính mình") cũng như phát triển bản thân ("đi theo con đường của riêng mình").
Theo nhà nhân chủng học Chikako Ozawa-de Silva, đối với thế hệ lớn tuổi ở Nhật Bản, ikigai của họ là "sống phù hợp với khuôn mẫu tiêu chuẩn của công ty và gia đình", trong khi thế hệ trẻ cho biết ikigai của họ là "suy nghĩ và mơ ước về những gì họ có thể trở thành trong tương lai".
Các nghiên cứu đã chỉ ra rằng những người không cảm nhận được ikigai có nhiều khả năng mắc các bệnh lý về tim mạch hơn. Tuy nhiên, không có bằng chứng về mối tương quan giữa việc thiếu cảm nhận ikigai với sự phát triển khối u ác tính.